# Aldo Barbuy
Aldo Mario Barbuy (1926-Bell Ville, 16 de agosto de 2017) fue un militar argentino que gobernó brevemente la provincia de San Luis como interventor federal, desde el 24 de marzo de 1976 hasta el 20 de abril de ese mismo año.

## Biografía
Nació en la provincia argentina de Córdoba, proveniente de clase media alta, ingresó desde pequeño a la Escuela de Aviación Militar, donde se formó como oficial del estado argentino obteniendo méritos. Se desempeñó en distintas tareas en la Argentina, y en el exterior. Pasó a situación de retiro el 16 de diciembre de 1981, por decisión del Congreso de la Nación, obteniendo su último rango de graduación como brigadier.
Fue parte del golpe militar del 24 de marzo de 1976. Ese día, asumió como interventor federal en la provincia de San Luis.
La Junta militar gobernante envía al interventor Aldo Barbuy para asumir la gobernación de la provincia de San Luis derrocando al gobernador Elías Adre, para instaurar el nuevo régimen, esta vez no solo proscribiendo al peronismo sino también eliminando toda idea de política, como así también a quienes la sostengan. Este régimen, a diferencia de otros, planeaba quedarse en el poder.
El 20 de abril de 1976, luego de haber proscribido todas las emisoras radiales y canales de aire de San Luis, además forzar la desaparición de todas aquellas personas que se sospechaba que tenían tendencia o contactos con la subversión, entregó el mando al nuevo gobernador: el brigadier Cándido Martín Capitán.

## Gobierno
Barbuy al asumir la gobernación puntana, aplicó hasta el último detalle de la orden impuesta por la Junta Militar de perseguir, manipular, torturar y desaparecer en forma sistemática a los subversivos de la patria. Creó centros clandestinos de detención a lo largo de toda la provincia, inclusive se utilizó los espacios públicos para los mismos. La provincia entró en declive económico y causó una emigración masiva de sus habitantes.
Los cuerpos de los desaparecidos eran arrojados por avionetas de las fuerzas armadas atados con una piedra en los tobillos para que no salieran a flote desde el agua, otros fueron quemados en hogueras o enterrados en campos vírgenes. Las mujeres con hijos o embarazadas (dependiendo la época de embarazo), si la embarazada llevaba poco tiempo de gestación las abortaban a golpes y si estaba próxima a dar a luz su hijo era dado en adopción con nombre "X". No se sabe hasta el día de hoy la cantidad efectiva de desaparecidos en San Luis.
Los diques donde se arrojaban los cuerpos eran: Cruz de Piedra, Potrero de los Funes, La Florida, San Felipe y la Huertita, entre otros.